# نیکودموس هولر
نیکودموس هولر (انگلیسی: Nikodemus Holler؛ زادهٔ ۴ مهٔ ۱۹۹۱ ‏(۳۳ سال)) دوچرخه‌سوار اهل آلمان است.
از باشگاه‌هایی که در آن بازی کرده‌است می‌توان به تیم سانوب اشاره کرد.